# Xylopteryx gibbosa
Xylopteryx gibbosa är en fjärilsart som beskrevs av Claude Herbulot 1973. Xylopteryx gibbosa ingår i släktet Xylopteryx och familjen mätare. Inga underarter finns listade i Catalogue of Life.